# Pavel Josef Vejvanovský

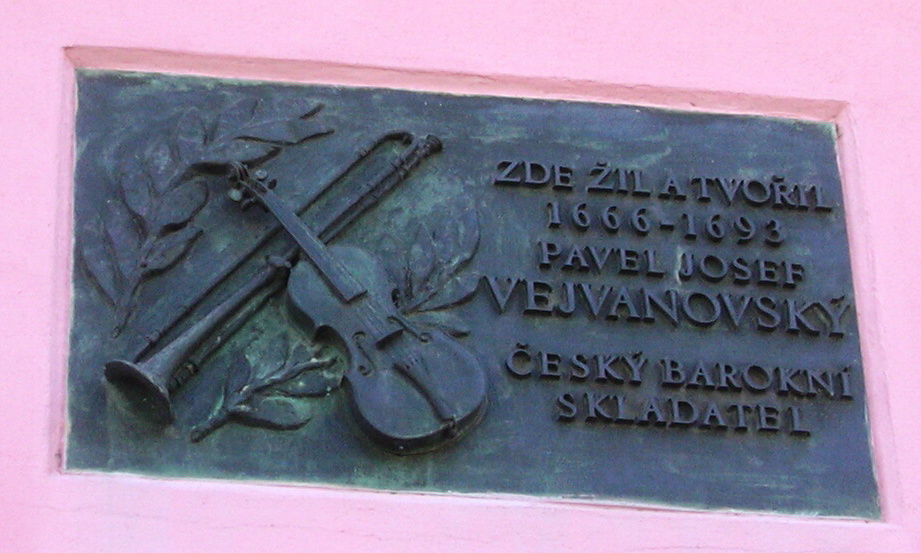

Pavel Josef Vejvanovský, en alemán: Paul Josef Weiwanowski  (Hochwald/Hukvaldy, Moravia, alrededor de 1633 -  Kremsier/Kroměříž  24 de junio de 1693) fue un compositor moravo, trompetista barroco y director de coro (»Cori praefectus«) en la Iglesia de San Mauricio.

## Vida
Pavel Vejvanovský asistió al colegio jesuita de Troppau entre 1656 y 1660, donde conoció a Heinrich Ignaz Franz Biber y Philipp Jakob Rittler .
En 1664 entró a formar parte de la capilla del príncipe-obispo de Olomouc Karl Liechtenstein-Kastelkorn (1624-1695), en cuya residencia de verano en  Kroměříž trabajó Heinrich Ignaz Franz Biber como director de este conjunto hasta 1670. Tras la inesperada marcha de Biber a Salzburgo, Vejvanovský le sucedió hasta su muerte en 1693. Como trompetista de campo (tubicen campestris), nunca recibió oficialmente el título de director de la capilla de la corte.
Se conservan unas cien obras, entre misas, motetes, ofertorios, vísperas y obras instrumentales, de las que alrededor de la mitad son manuscritos que se encuentran en los archivos del palacio arzobispal de Kremsier y en el departamento de música del Museo Nacional de Praga. Vejvanovský hablaba varios idiomas y poseía una importante biblioteca.

## Obra
Las obras orquestales (ballets, serenatas y sonatas) se caracterizan por una instrumentación compleja. Su estilo compositivo es una síntesis de los estilos musicales del barroco vienés tardío y del veneciano, y fascina por su fresca dirección melódica, su ajustada estructura formal y su hábil instrumentación.
No existe un catálogo de obras propiamente dicho. Dado que todas las obras conservadas se encuentran en la colección de música de Kremsier / Kroměříž, el inventario de Sehnal y Pešková (véase la bibliografía) puede servir como un buen sustituto; también contiene íncipits. En «número de inventario», la primera cifra indica el número consecutivo, la segunda cifra tras el guion se refiere al inventario de Craig Otto (véase Bibliografía).
Esta lista es completa en lo que respecta a las obras que pueden atribuirse con certeza a Vejvanovský.

### Misas
| Número de inventario | Título                  | Instrumentación                                                                    | Compuesto | Nota                |
| -------------------- | ----------------------- | ---------------------------------------------------------------------------------- | --------- | ------------------- |
| 748 - I/273a         | Missa                   | 4 voci, 2 violini, 2 viole e organo                                                | 1682      |                     |
| 749 - I/148          | Missa bonae spei        | 4 voci, 2 violini, 2 viole, 2 trombe, 3 tromboni e basso continuo (organo)         | 1679      |                     |
| 750 - I/262          | Missa bonae valetudinis | 5 voci, 2 violini, 2 viole, 2 trombe, 3 tromboni ad lib. e basso continuo (organo) | 1681      |                     |
| 659 - I/98           | Missa brevis            | 4 voci, 2 violini, 2 trombe ad lib., 3 tromboni ad lib. e basso continuo           | 1664      | autoría desconocida |
| 751 - I/197          | Missa clamantium        | 4 voci, 2 violini, 2 viole, 2 clarini ad lib. e organo                             | 1683      |                     |
| 752 - I/200          | Missa fidelitatis       | 4 voci, 2 violini, 2 viole, 2 trombe, 3 tromboni ad lib. e basso continuo (organo) |           |                     |
| 753 - I/155          | Missa florida           | 5 voci, 2 violini, 3 viole, 2 trombe, 3 tromboni e basso continuo (organo)         | 1678      |                     |
| 754 - I/203          | Missa martialis         | voci, 2 violini, 2 viole, 2 trombe e 3 tromboni                                    | 1682      |                     |
| 755 - I/274          | Missa misericordia      | 4 voci, 2 violini, 2 viole, 2 clarini ad lib. e organo                             | 1683      |                     |
| 756 - I/199          | Missa refugii           | 5 voci, 2 violini, 2 viole, 2 trombe, 3 trombon e basso continuo (organo)          | 1682      |                     |
| 757 - I/274a         | Missa Rogate            | 4 voci, 2 violini, 2 viole e basso continuo                                        |           |                     |
| 759 - I/265          | Missa salvatoris        | 4 voci, 2 violini, 3 viole, 2 trombe, 3 tromboni ad lib. e basso continuo (organo) | 1677      |                     |
| 760 - I/83           | Missa salvatoris        |                                                                                    | 1677      |                     |
| 758 - I/273          | Missa S. Josephi        | 4 voci, 2 violini, 2 viole e organo                                                | 1682      |                     |
| 761 - I/159          | Missa visitationis BVM  | 4 voci, 2 violini, 2 trombe, 3 tromboni e basso continuo                           | 1665      |                     |
| 707 - XIII/27        | Requiem                 | 4 voci, 3 viole e organo                                                           |           | autoría desconocida |

### Ofertorios y motetes
| Número de inventario | Título                                                    | Instrumentación                                                  | Compuesto    | Nota                |
| -------------------- | --------------------------------------------------------- | ---------------------------------------------------------------- | ------------ | ------------------- |
| 765 - II/79/3        | Adeste cherubim, venite seraphim                          | 4 voci, 2 violini, 2 viole e organo                              | 1685         |                     |
| 663 - II/78          | Ave martyr purpurate                                      | 4 voci, 2 violini, 5 viole e organo                              | dopo il 1672 | autoría desconocida |
| 740 - II/77          | Ave sanctissimum redemptoris nostris corpus               | 4 voci, 2 violini, 2 viole, violone, 3 tromboni e organo         | 1687         |                     |
| 764 - II/121         | Benedicite gentes                                         | 4 voci, 2 violini, 2 viole e organo                              | 1687         |                     |
| 762 - II/319         | Congavdete mecum                                          | 4 voci, 2 violini, 3 viole e organo                              | 1677         |                     |
| 739 - II/86          | Congregati sunt inimici nostri                            | 6 voci, 2 violini e 3 tromboni                                   | 1684         |                     |
| 765 - II/79/5        | Cum complesset Salomon                                    | 4 voci, 2 violini, 2 viole e organo                              | 1685         |                     |
| 765 - II/79/1        | Estote fortes in bello                                    | 4 voci, 2 violini, 2 viole e organo                              | 1685         |                     |
| 768 - II/250         | Exurgat Deus et dissipentur                               | 4 voci, 2 violini, 2 viole, 2 trombe, 3 tromboni e organo        | 1687         |                     |
| 698                  | In confessione laudis                                     | 4 voci, 2 violini, 2 viole, 2 trombe e organo                    | 1675 ca.     | autoría desconocida |
| 765 - II/79/6        | Media nocte clamor                                        | 4 voci, 2 violini, 2 viole e organo                              | 1685         |                     |
| 747 - II/83          | Medicamen contra pestem                                   | 4 voci, 2 violini, 2 viole, 3 tromboni e basso continuo (organo) | 1679         |                     |
| 763 - II/46          | Mottetum de Sancta Caecilia                               |                                                                  | ca. 1678     |                     |
| 765 - II/79/7        | O rex gloriae                                             | 4 voci, 2 violini, 2 viole e organo                              | 1685         |                     |
| 661 - II/78, 337     | Pastores eja                                              | 6 voci, 2 violini, 4 viole, violone organo                       | 1671         | autoría desconocida |
| 765 - II/79/4        | Quasi sidus lucidissimum                                  | 4 voci, 2 violini, 2 viole e organo                              | 1685         |                     |
| 756 - II/80          | Quasi sidus lucidissimum / Offertorium de Confessore      |                                                                  | 1685         |                     |
| 747 - II/83          | Stella caeli extirpavit                                   | 4 voci, 2 violini, 2 viole, violone, trombone e organo           | 1679         |                     |
| 668 - II/107         | Transfige, o dulcissime                                   | soprano, 2 violini, 2 tromboni, viola e organo                   | 1656         | autoría desconocida |
| 790 - II/67          | Usquequo exaltabuntur                                     | 4 voci, 2 violini, 2 viole, 3 tromboni e organo                  | 1683         |                     |
| 765 - II/79/2        | Usquequo peccatores                                       | 4 voci, 2 violini, 2 viole e organo                              | 1685         |                     |
| 765 - II/79/8        | Vide, Domine, afflictionem                                | 4 voci, 2 violini, 2 viole e organo                              | 1685         |                     |
| 767 - II/22          | Vide Domine afflictionem nostram / Offertorium de tempore |                                                                  | 1686         |                     |
| 794 - II/72          | Vidi Dominum sedentem                                     | 4 voci, 2 violini, 2 viole, 3 tromboni e organo                  | 1677         |                     |

### Vísperas, Letanías y Antífonas
| Inventario número | Título                                               | Instrumentación                                                                         | Compuesto | Nota                |
| ----------------- | ---------------------------------------------------- | --------------------------------------------------------------------------------------- | --------- | ------------------- |
| 792 - III/44      | Benedictus Dominus Deus (Vesperae de sabbatho)       |                                                                                         | 1689      |                     |
| 652 - III/6       | Confitebor tibi Domine                               | 6 voci, 2 violini e 3 tromboni                                                          | 1660      | autoría desconocida |
| 792 - III/44      | Exaltabo te Deus meus (Vesperae de sabbatho)         |                                                                                         | 1689      |                     |
| 792 - III/44      | Lauda anima mea (Vesperae de sabbatho)               |                                                                                         | 1689      |                     |
| 792 - III/44      | Lauda Jerusalem Dominum (Vesperae de sabbatho)       |                                                                                         | 1689      |                     |
| 792 - III/44      | Laudate Dominum quoniam bonus (Vesperae de sabbatho) |                                                                                         | 1689      |                     |
| 693 - V/9         | Litaniae laurentanae                                 | 4 voci, 2 violini, 2 viole, 2 trombe e organo                                           | 1668      | autoría desconocida |
| 745 - V/38        | Litaniae laurentanae                                 | 4 voci, 2 violini, 3 tromboni ad lib. e organo                                          | 1674      |                     |
| 744 - V/59        | Litaniae laurentanae                                 | 4 voci, 4 viole, 3 tromboni, violone e organo                                           | 1674      |                     |
| 746 - V/76        | Litaniae laurentanae                                 | 4 voci, 2 violini, 3 viole, 2 trombe, 3 tromboni e organo                               | 1680      |                     |
| 746 - V/77        | Litaniae laurentanae                                 | 4 voci, 2 violini, 3 viole, 3 tromboni e organo                                         | 1680      |                     |
| 743 - V/39        | Litaniae BVM breves simplices                        | 4 voci, violone e organo                                                                | 1675      |                     |
| 792 - III/44      | Magnificat anima mea Dominum (Vesperae de sabbatho)  |                                                                                         | 1689      |                     |
| 705 - IX/10/1     | Regina coeli                                         | 2 voci e strumenti                                                                      | 1678      | autoría desconocida |
| 705 - IX/10/2     | Regina coeli                                         | 2 voci e strumenti                                                                      | 1678      | autoría desconocida |
| 711 - VI/3        | Salve regina                                         | basso, 2 violini, 2 viole e organo                                                      | 1666      | autoría desconocida |
| 770 - VI/1        | Salve regina a. 6                                    |                                                                                         | 1665      |                     |
| 771 - VI/25       | Salve regina                                         | 4 voci, 3 viole, violone e organo                                                       | 1671      |                     |
| 772 - VI/11/1     | Salve regina                                         | 4 voci, 2 violini, 2 viole e organo                                                     | 1681      |                     |
| 672 - III/118a    | Vesperae breves (enthält nur Dixit Dominus)          | 4 voci e organo                                                                         | 1677      | autoría desconocida |
| 791 - III/50      | Vesperae de confessore                               | 4 voci, 2 violini, 3 viole ad lib., 3 tromboni ad lib., viole e basso continuo (organo) | 1680 ca.  |                     |
| 793 - III/53      | Vesperae dominicales et de confessore                | 4 voci, 2 violini, 2 viole e organo                                                     | 1692      |                     |

### Obras instrumentales
| Número de inventario | Título                     | Instrumentación                                                        | Compuesto      | Nota                |
| -------------------- | -------------------------- | ---------------------------------------------------------------------- | -------------- | ------------------- |
| 666 - IV/147         | Sonata a 10                | 2 violini, 3 viole, 2 viole da gamba, 2 trombe e organo                | 1665           | autoría desconocida |
| 789 - IV/201         | Sonata vespertina          | 2 violini, 2 trombe, 3 tromboni e basso continuo                       | 1665           |                     |
| 785 - IV/9           | Sonata S Mauritii          | 2 violini, 2 trombe, 3 viole e 3 tromboni ad lib.                      | 1666           |                     |
| 783 - IV/11          | Sonata laetitiae           | 2 violini e 3 viole                                                    | 1666           |                     |
| 732 - IV/25          | Sonata paschalis           | 2 violini, 2 viole e basso continuo                                    | 1666           | autoría desconocida |
| 733 - IV/40          | Sonata sancti Spiritus     | 2 violini e 3 viole                                                    | 1666           | autoría desconocida |
| 726 - IV/69          | Sonata a 7                 | 2 violini, 3 violoni, 2 trombe e organo                                | 1666           | autoría desconocida |
| 722 - IV/146         | Sonata a 5                 | 2 violini, 3 viole e organo                                            | 1666           | autoría desconocida |
| 724 - IV/156         | Sonata a 6                 | 2 violini, 4 viole e organo                                            | 1666           | autoría desconocida |
| 727 - IV/157         | Sonata a 7                 | 2 violini, 3 viole, 2 trombe e organo                                  | 1666           | autoría desconocida |
| 728 - IV/178         | Sonata a 10                | 2 violini, 2 viole, 2 trombe, 3 tromboni e organo                      | 1666           | autoría desconocida |
| 725 - IV/181         | Sonata a 6                 | 2 violini, 3 viole e organo                                            | 1666           | autoría desconocida |
| 729 - IV/198         | Sonata a 10                | 2 violini, 2 viole, 2 trombe, 3 tromboni e organo                      | 1666           | autoría desconocida |
| 779 - IV/70          | Sonata a 5                 | violino, 2 viole, tromba, trombone e organo                            | 1666 ca.       |                     |
| 781 - IV/177         | Sonata a 6                 | 2 violini, tromba, 2 cornetti, violone e organo                        | 1666 ca.       |                     |
| 731 - IV/35          | Sonata la posta            | 3 violini e 3 tromboni                                                 | 1667           | autoría desconocida |
| 665 - IV/47          | Sonata a 5                 | 2 violini, 3 viole e organo                                            | 1667           | autoría desconocida |
| 720 - IV/140         | Sonata a 5                 | 2 violini, 3 tromboni e organo                                         | 1667           | autoría desconocida |
| 718 - IV/141         | Sonata a 4                 | 2 violini, 2 viole e organo                                            | 1667           | autoría desconocida |
| IV/189               | Sonata a 5                 | 2 violini, 3 viole e organo                                            | 1667           |                     |
| 721 - IV/214         | Sonata a 5                 | 2 violini, 3 viole e organo                                            | 1667           | autoría desconocida |
| 782 - IV/13          | Sonata a 8                 | violino, 3 viole, tromba, 3 tromboni e organo                          | 1667 ca.       |                     |
| 787 - IV/176         | Sonata tribus quadrantibus | violino, tromba, trombone e basso continuo                             | 1667 ca.       |                     |
| 773 - XIV/239        | Serenada a. 6              |                                                                        | ca. 1667       |                     |
| 775 - XIV/91         | Serenata                   | violino, 2 viole, 2 trombe e clavicembalo                              | 1670           |                     |
| 738 - XIV/180        | Balletti pro tabula        | 2 violini, 2 viole, violone e organo                                   | 1670           |                     |
| 645 - XIV/123        | Balletti                   | violino, 2 viole, tromba, 2 tromboni e clavicembalo                    | 1670 ca.       | autoría desconocida |
| 784 - IV/202         | Sonata natalis             | 2 violini, 4 viole, 2 trombe e basso continuo                          | 1674           |                     |
| 742 - XIV/92         | Intrada con altre ariae    | violino, 2 viole, violone, 3 piffari, fagotto, 2 trombe e organo       | 1679           |                     |
| 776 - XIV/98         | Serenata                   | 2 violini, 2 viole, 2 violoni, 5 tromboni e timpani                    | 1680           |                     |
| 741 - XIV/124        | Intrada                    | violino, 2 viole, violone, 2 trombe e clavicembalo                     | 1683           |                     |
| 788 - IV/199         | Sonata venatoria           | violino, 2 viole, 2 trombe e basso continuo                            | 1684           |                     |
| 737 - XIV/165        | Balletti per il carenuale  | violino, 2 viole, violone, 2 trombe, 3 piffari, clavicembalo e violone | 1688           |                     |
| 780 - IV/224         | Sonata a 5                 | violino, 2 viole, 2 trombe, violone e organo                           | 1689           |                     |
| XIV/245              | Ingressus                  | violino, 2 viole, 2 trombe e basso continuo                            | prima del 1690 |                     |
| 774 - XIV/45         | Serenata                   | violino, 3 viole, 5 trombe, violone/clavicembalo e timpani             | 1691           |                     |
| 769 - XIV/44         | Offertur ad 2 choros       | 2 violini, 6 viole e violone/clavicembalo                              | 1692           |                     |
| 778 - IV/200         | Sonata a 5                 | violini, 2 viole, 2 trombe e organo                                    | dopo il 1680   |                     |
| 786 - IV/10, 13      | Sonata S Petri et Pauli    | tromba, 3 tromboni, violino e 3 viole                                  |                |                     |
| 777 - IV/43          | Sonata a 4 Be mollis       | tromba, violino, 2 viole e basso continuo                              |                |                     |